# HC Nuth
HC Nuth is de plaatselijke hockeyclub in het dorpje Nuth (Zuid-Limburg). HC Nuth deelt haar sportcomplex de Kollenberg met voetbalclub RKSV Minor. HC Nuth telde in 2013 447 leden.

## Club kleding
De clubkleding van HC Nuth bestaat uit een blauwe polo of een blauwe trui, een lichtblauw rokje/short en blauw/lichtblauw gestreepte sokken.

## Opleiding

### Keepers
De keepersopleiding van HC Nuth, ook wel Goalie College Nuth genoemd, wordt naast keepers van HC Nuth ook bezocht door keepers van andere clubs uit de omgeving. Dat heeft HCN geen windeieren gebracht. HCN is de hoofdleverancier van keepers voor de Bokkenrijders (Limburgse jeugd selectietrainingen).

### Veldspelers
Ook voor veldspelers is er een goede opleiding. Naast het beleid dat het de bedoeling is dat je 2 keer per week komt trainen is er ook sprake van de zogenaamde Clubbeloftentrainingen: een training op zondagochtend die wordt verzorgd door een aantal vrijwilligers. Deze training is bedoeld voor de getalenteerde spelers van HC Nuth, al mogen er ook kinderen van andere hockeyclubs komen.

### Wintermuts- en zomerbidontrainingen
In de zomer en winterstop worden er door een aantal vrijwilligers op zaterdagochtend trainingen georganiseerd om de conditie op peil te houden en om extra vaardigheden te leren.